# Eleccions prefecturals de Tòquio del 2009
Les eleccions prefecturals de l'Assemblea Metropolitana de Tòquio es van realitzar el 12 de juliol de 2009. Aquestes eleccions van ser considerades com una principal prova per al primer ministre Tarō Asō i la coalició governant del Partit Liberal Democràtic del Japó i el Kōmeitō, en la realització de les eleccions generals japoneses programades per a l'octubre. El Kōmeitō considera a Tòquio com un important bastió i han demanat repetidament al Primer Ministre que no realitzi les dues eleccions en un temps molt curt.
La campanya va començar el 3 de juliol del 2009 Van estar habilitats 10,6 milions de votants (230.000 més que el 2005) per elegir 127 membres de l'Assemblea de 42 districtes electorals distribuïts en 1.868 centres de votació en Tòquio. 221 candidats es van postular i es van registrar en la comissió electoral metropolitana de Tòquio. El Partit Liberal Democràtic i el Partit Democràtic van postular 58 candidats respectivament, el Partit Comunista en va postular 40 i el Kōmeitō en va presentar a 23 candidatos, encara que també van decidir donar suport al Partit Liberal Democràtic en diversos districtes. Entre els temes de campanya local s'incloïen la candidatura de Tòquio per als Jocs Olímpics de 2016 i el pla del governador Shintaro Ishihara de traslladar el mercat de peix de Tsukuji el 2012.
Les eleccions legislatives a Tòquio és una de les tres eleccions per a assemblees prefecturals a nivell nacional que no es realitza en l'"elecció regional unificada" (tōitsu chihō senkyo), sent les altres en la prefectura d'Ibaraki i la prefectura d'Okinawa.

## Resultats
Les votacions van finalitzar les 8:00 pm JST. La participació va ser més gran que la votació de 2005 i va ser d'un 54,5%. El Partit Democràtic va aconseguir augmentar la seva presència en 20 escons i 54 dels seus 58 candidats van ser elegits. El Partit Liberal Democràtic va perdre el seu estatus com a partit més fort de l'Assemblea Metropolitana per primera vegada des de 1965. Malgrat la seva forta aliança amb el Kōmeitō, el bloc oficialista no podrà tenir una majoria absoluta (64 escons).
| Partit                                                                        | Escons obtinguts | Escons previs | Diferència |
| ----------------------------------------------------------------------------- | ---------------- | ------------- | ---------- |
| Liberal Democràtic                                                            | 38               | 48            | -10        |
| Kōmeitō                                                                       | 23               | 22            | +1         |
| Demòcrata                                                                     | 54               | 34            | +20        |
| Tokyo Seikatsusha Network                                                     | 2                | 4             | -2         |
| Partit Comunista Japonés                                                      | 8                | 13            | -5         |
| Independents                                                                  | 2                | 4             | -2         |
| Total                                                                         | 127              |               |            |
| Font: Comissió electoral de Tòquio Arxivat 2009-07-15 a Wayback Machine., NHK |                  |               |            |